# España en los Juegos Olímpicos de Cortina d'Ampezzo 1956
España estuvo representada en los Juegos Olímpicos de Cortina d'Ampezzo 1956 por una delegación de 10 deportistas (todos hombres) que participaron en 3 deportes: esquí alpino, bobsleigh y patinaje artístico. El portador de la bandera en la ceremonia de apertura fue el esquiador Luis Arias Carralón.
Responsable del equipo olímpico fue el Comité Olímpico Español (COE). El equipo nacional no obtuvo ninguna medalla. La participación más notable estuvo a cargo de la pareja de bobsleigh conformada por Alfonso de Portago y Antonio Sartorius que obtuvieron el cuarto puesto en la categoría de bob a dos, consiguiendo así un diploma olímpico.

## Diplomas olímpicos
En total se consiguió un diploma olímpico de cuarto puesto.
| Nombre                               | Deporte   | Competición | Fecha       |
| ------------------------------------ | --------- | ----------- | ----------- |
| 4.°                                  |           |             |             |
| Alfonso de Portago Antonio Sartorius | Bobsleigh | Doble       | 28 de enero |